# 미스터 커티
미스터 커티(The Associate)는 미국에서 제작된 도날드 페트리 감독의 1996년 코미디 영화이다. 우피 골드버그 등이 주연으로 출연하였고 프레더릭 골챈 등이 제작에 참여하였다.

## 출연

### 주연
- 우피 골드버그

### 조연
- 다이앤 위스트
- 티모시 데일리
- 베베 뉴워스
- 레이니 카잔
- 오스틴 펜들튼
- 조지 마틴
- 엘리 웰라치

## 제작진
- 공동제작: 르네 게인빌
- 공동제작: 마이클 A. 헬펀트
- 미술: 앤드류 잭니스
- 의상: 에이프릴 페리
- 배역: 메리 콜크호운